# Lens
Lens (wymowaⓘ) – miejscowość i gmina we Francji, w regionie Hauts-de-France, w departamencie Pas-de-Calais.
Według danych na rok 1990 gminę zamieszkiwało 35 017 osób, a gęstość zaludnienia wynosiła 2993 osób/km² (wśród 1549 gmin regionu Nord-Pas-de-Calais Lens plasuje się na 13. miejscu pod względem liczby ludności, natomiast pod względem powierzchni na miejscu 239.).

## Sport
- RC Lens – klub piłkarski
- FR Lens : Sitercl.com